# Лавринович, Андрей Николаевич
Андре́й Никола́евич Лаврино́вич (род. 4 декабря 1976, Тавда, Свердловская область) — российский сидячий волейболист, игрок екатеринбургского клуба «Родник» и российской национальной сборной, доигровщик. Бронзовый призёр летних Паралимпийских игр 2008 года в Пекине, призёр Кубка европейских чемпионов, Кубка мира, чемпионата Европы среди спортсменов с поражением опорно-двигательного аппарата, заслуженный мастер спорта России.

## Биография
Андрей Лавринович родился 4 декабря 1976 года в городе Тавда Свердловской области. В детстве серьёзно занимался волейболом, выступал в этом виде спорта за школьную, районную и областную команды. Во время службы в армии получил тяжёлую травму и лишился ноги. Инвалид второй группы.
В 1997 году приехал в Екатеринбург и присоединился к местной команде по волейболу сидя «Родник». Играл на позиции доигровщика, проходил подготовку под руководством заслуженного тренера Виктора Семёновича Дьякова и тренера Ларисы Владимировны Компаниец. Уже в 2002 году стал с «Родником» чемпионом России, а в 2005 году получил бронзу на европейском первенстве в Польше.
На чемпионате Европы 2007 года в Венгрии Лавринович выиграл награду серебряного достоинства, также добавил в послужной список серебряную награду, привезённую с Континентального Кубка мира. Благодаря череде удачных выступлений удостоился права защищать честь страны на летних Паралимпийских играх 2008 года в Пекине — российская команда со второго места вышла из группы А, уступив только сборной Боснии и Герцеговины, тогда как на стадии полуфиналов со счётом 0:3 проиграла сборной Ирана, ставшей в итоге победительницей соревнований. При этом в утешительной встрече за третье место россияне одержали победу над сборной Египта и завоевали тем самым бронзовые паралимпийские медали. За это выдающееся достижение в 2009 году Андрей Лавринович награждён медалью ордена «За заслуги перед Отечеством» II степени, удостоен почётного звания «Заслуженный мастер спорта России».
После успешной пекинской Олимпиады остался в основном составе команды России и продолжил принимать участие в крупнейших международных турнирах. Так, в 2011 году добавил в послужной список очередную серебряную медаль, выигранную на чемпионате Европы. Будучи одним из лидеров российской национальной сборной, благополучно прошёл отбор на Паралимпийские игры 2012 года в Лондоне — вновь добрался до полуфинальной стадии и снова со счётом 0:3 потерпел поражение от команды Ирана. В утешительной встрече за третье место россияне со счётом 3:2 были побеждены командой Германии и заняли, таким образом, четвёртое место на этом турнире. В составе сборной России Лавринович мог стать участником Паралимпийских игр 2016 года в Рио-де-Жанейро, однако из-за допингового скандала вся российская паралимпийская сборная была отстранена от участия в соревнованиях.
Окончил екатеринбургское Училище олимпийского резерва № 1 по специальности «преподаватель физической культуры и спорта» и Уральский государственный университет физической культуры, где обучался на факультете спортивного менеджмента. С 2007 года является спортсменом-инструктором по волейболу в Специализированной детско-юношеской спортивной школе олимпийского резерва «Уралочка».